# Барахоловка
Барахоловка — деревня в Порховском районе Псковской области. Входит в состав сельского поселения «Славковская волость».
Расположена на юге района, в 72 км к юго-западу от райцентра Порхова.

## Население
Численность населения деревни на 2000 год составляла 10 жителей.

## История
До 3 июня 2010 года деревня входила в состав ныне упразднённой Митрофановской волости с центром в д. Тинеи.